# Hephaistos (Zeitschrift)
Hephaistos ist eine Fachzeitschrift für Archäologie und angrenzende Wissenschaften. Sie ist benannt nach Hephaistos, dem Gott des Feuers und der Schmiede in der griechischen Mythologie.
Neben dem Untertitel Kritische Zeitschrift zur Theorie und Praxis der Archäologie und angrenzender Wissenschaften  führt die Zeitschrift seit Band 11/12 (1992/93) auch den Nebentitel  New Approaches in Classical Archaeology and Related Fields. Die beiden ersten Jahrgänge erschienen im Verlag Moreland Edition in Bad Bramstedt, ab 1981 erschien sie im Klartext-Verlag in Bremen, ab 1997 im Camelion-Verlag Lüneburg, Kissing, Mering, Augsburg (Band 13 bis 26), ab Band 27/2010 im LIT Verlag Münster.
Hephaistos ist heute eine an das Archäologische Institut der Universität Hamburg angegliederte, herausgeberisch und finanziell aber weiterhin unabhängige Zeitschrift mit erheblicher Verbreitung besonders im anglo-amerikanischen Sprachraum.

## Geschichte
Hephaistos ist eine vom seinerzeit wenig toleranten offiziellen Wissenschaftsbetrieb unabhängige, 1979 von Dozenten des Mittelbaus und Studenten des Archäologischen Instituts der Universität Hamburg gegründete, jährlich erscheinende Fachzeitschrift aus dem Bereich der Klassischen Archäologie mit einer stark interdisziplinären und wissenschaftstheoretischen Orientierung. Die ersten Bände hatten, jenseits aller heute weithin akzeptierten inhaltlichen Meriten, im Erscheinungsbild eher Fanzine-Charakter. Von den Gründern unerwartet, hat sich die Zeitschrift im Laufe der Jahre etabliert und bildet damals wie heute ein Forum auch für unfertige Skizzen und gedankliche Entwürfe; sie legt dabei auf Originalität der Gedanken mehr Wert als auf technische Perfektion von Ausarbeitung im Detail und Bebilderung.

### Herausgeber
- Band 1–10: Burkhard Fehr, Klaus Heinrich Meyer, Hans-Joachim Schalles, Lambert Schneider
- Band 11–12: Burkhard Fehr, Herbert Hoffmann, Dieter Metzler, Hans Joachim Schalles, Lambert Schneider
- Band 13–14: Burkhard Fehr, Herbert Hoffmann, Dieter Metzler
- Band 15–16, 17: Burkhard Fehr, Christoph Höcker, Herbert Hoffmann, Dieter Metzler
- Band 18: Burkhard Fehr, Christoph Höcker, Dieter Metzler
- Band 19–21, 22: Burkhard Fehr, Christoph Höcker, Dieter Metzler, Inge Nielsen
- Band 23: Burkhard Fehr, Christoph Höcker
- Band 24–26: Burkhard Fehr, Christoph Höcker, Dieter Metzler, Inge Nielsen, Lambert Schneider
- Band 27: Burkhard Fehr, Christoph Höcker, Inge Nielsen, Martina Seifert, Lambert Schneider
- Band 28: Wiebke Friese, Anika Greve, Kathrin Kleibl, Kristina Lahn (unter der Schirmherrschaft von Inge Nielsen)
- seit Band 29: Burkhard Fehr, Inge Nielsen, Martina Seifert, Lambert Schneider